# Miracolo a Natale
Miracolo a Natale è un film del 2011 diretto da Oliver Dieckmann e tratto dal romanzo Als der Weihnactsmann von Himmel fiel di Cornelia Funke.

## Trama
Niklas Julebukk è l'ultimo giovane superstite di una discendenza di Babbi Natale costretto a fuggire nel mondo degli umani per non essere sottomesso dal perfido Waldemar Wilhelm Wichteltod.
Aiutato dall'unica renna sopravvissuta, da due elfi, due angeli e due bambini, Niklas fa di tutto per cercare di sconfiggere l'usurpatore e riportare tutto alla normalità.